# تروپون
تروپون (به انگلیسی: Tropone) با فرمول شیمیایی C7H6O یک ترکیب شیمیایی با شناسه پاب‌کم 8361 است. که جرم مولی آن ۱۰۶٫۱۲ گرم بر مول می‌باشد. 